# Uganda Airlines
Uganda Airlines es la aerolínea de bandera de Uganda. Uganda Airlines Corporation cesó sus actividades en mayo de 2001 pero volvió a operar en agosto de 2019.
En octubre de 1988, el Boeing 707 de la compañía chocó cerca de Roma, matando a 31 de los 52 pasajeros a bordo. La aeronave era la única de Uganda Airlines que contaba con un equipo silenciador para reducir el ruido en cumplimiento de los estándares europeos. Uganda Airlines reanudó sus servicios con una aeronave alquilada con opción a compra y vuelos hacia el Medio Oriente y Nairobi, sin embargo estos vuelos fueron cancelados a fines de 1989. Las rutas nacionales habían sido limitadas a aquellas entre el Aeropuerto Internacional de Entebbe y los aeródromos de Arua y Kasese.

## Flota
La flota de Uganda Airlines consta de los siguientes aviones:

## Accidentes e incidentes
- 17 de octubre de 1988: Vuelo 775 de Uganda Airlines fue un vuelo operado por un Boeing 707-338C, registro 5X-UBC, que se estrelló mientras intentaba aterrizar en el Aeropuerto de Roma-Fiumicino en Roma, Italia el 17 de octubre de 1988. Treinta y tres de los cincuenta y dos ocupantes a bordo murieron.

## Códigos
- Código IATA: QU
- Código OACI: UGA
- Indicativo: UGANDA